# Alexander Ytterell
Göran Greger Alexander Ytterell, född 1 juli 1991 i Vetlanda, är en svensk ishockeyspelare som spelar för Djurgårdens IF i Hockeyallsvenskan. Han har spelat två matcher i Elitserien för Södertälje SK. Ytterell började sin karriär i Boro/Vetlanda HC.